# Sergey Rusak
Sergey Rusak (tiếng Belarus: Сяргей Русак; tiếng Nga: Сергей Русак; sinh 3 tháng 9 năm 1993) là một cầu thủ bóng đá Belarus. Tính đến năm 2018, anh thi đấu cho Torpedo Minsk.